# Somarasampettai
Somarasampettai (Tamil: சோமரசம்பேட்டை Cōmaracampēṭṭai [ˈsoːmərasʌˌpeːʈːɛi̯]) ist ein Dorf im indischen Bundesstaat Tamil Nadu. Es liegt rund acht Kilometer westlich der Stadt Tiruchirappalli in Zentral-Tamil-Nadu. Verwaltungsmäßig gehört Somarasampettai zum Taluk Srirangam des Distrikts Tiruchirappalli. Die Einwohnerzahl beträgt rund 8.800 (Volkszählung 2011).
Der bedeutende Dichtergelehrte T. Meenakshisundaram Pillai (1815–1876), der im benachbarten Dorf Adavathur geboren wurde, verbrachte den größten Teil seiner Kindheit in Somarasampettai.